# Цортеа (Тренто)
Цортеа је насеље у Италији у округу Тренто, региону Трентино-Јужни Тирол.
Према процени из 2011. у насељу је живело 162 становника. Насеље се налази на надморској висини од 1036 м.